# Rowohlt Rotfuchs
Der Rowohlt Rotfuchs, oder auch rororo rotfuchs, ist das Maskottchen der rororo rotfuchs-Reihe des Rowohlt Verlages und Hauptfigur einer Comic-Reihe. 1972 wurde der Rowohlt Rotfuchs von Jan P. Schniebel geschaffen und wird bis heute von ihm gezeichnet. 
Der erste Comic war eine Variation der Geschichte Fuchs, du hast die Gans gestohlen. Der Fuchs verspeist die Gans allerdings nicht, sondern verkauft sie, um sich Rotfuchs-Bücher zu kaufen. Später emanzipiert sich der Fuchs vollkommen von den bekannten literarischen und mythologischen Bezügen und macht seine eigenen Späße.

## Buchserie rororo rotfuchs
Die Buchserie wurde ursprünglich im April 1972 von Uwe Wandrey herausgegeben. Das Logo der Buchserie ist ein einfach gestalteter roter Fuchs, der sich teilweise hinter einem schwarzen Rechteck, dem Textlogo befindet. Die eigentliche Comicfigur ist magentafarben. Ein kurzer Comic befindet sich auf der Rückseite eines jeden Buches, unter der Buchbeschreibung.
Die Buchserie umfasst sowohl Bilderbücher, als auch Geschichten, Reportagen und Romane für ältere Kinder und Jugendliche. Ein Großteil davon ist auch für den Einsatz an Schulen vorgesehen. Einige Bücher, darunter Bumfidel und Das Getüm erschienen zusätzlich als Hörbuch auf Schallplatten beim Label Poly. 
Eines der bekanntesten Titel der Serie ist das Buch Vorstadtkrokodile.
Seit dem 1. Januar 2024 wird die Reihe gemeinsam mit dem S. Fischer Verlag herausgegeben unter der Geschäftsführung von Susanne Krebs und Meike Knops. Die Rotfuchs-Redaktion bleibt am Hamburger Standort.